# 努拉里
努拉里·加齊·巴哈杜爾（Nurgali Ghazi-bakhadur；1704年—1790年)，哈薩克汗國小玉茲可汗。
他是阿布勒海爾的長子，曾在俄國作人質，在1748年他父親去世後繼位，第二年，俄羅斯政府正式確認了他的汗頭銜(他是由俄羅斯承認而不是小玉茲內部產生的可汗)。
努拉里汗是俄羅斯利益的積極支援者。1755年，他參加了巴蒂爾沙領導的巴什基爾起義，1771年，他領導了小玉茲民兵，追捕從伏爾加地下游返回新疆的卡爾梅克人。努拉里汗試圖利用俄羅斯公民權來加強他在哈薩克小玉茲的個人經濟和政治影響力。
他的親俄政策在小玉茲內部引起不滿，1786年4月，努拉里汗失去權力，逃離草原逃往奧倫堡。1786年6月，俄羅斯女皇凱薩琳二世將努拉里從汗政權中罷免。努拉里汗被送往烏法，於1790年去世。

## 家庭
努拉里有15個妻子，17個情婦，有40個兒子和34個女兒。
他的一個兒子布克依受俄羅斯皇帝保羅一世支持成立了布克依斡耳朵。